# Otto Sperling (Mediziner)
Otto Sperling (* 30. Dezember 1602 in Hamburg; † 26. Dezember 1681 in Kopenhagen) war ein deutscher Arzt und Botaniker.

## Leben
Otto Sperling (der Ältere) war ein Sohn des Rektors der Gelehrtenschule des Johanneums zu Hamburg Paul Sperling (1560–1633). Der Theologe Paul Sperling (1605–1679), der letzte Lehrer der Fürstenschule Bordesholm und nach 1666 einer der ersten Professoren an der Universität Kiel, war sein jüngerer Bruder.
Otto Sperling besuchte das Johanneum und das Akademische Gymnasium zu Hamburg, an welchem sein Vater neben dem Rektorat am Johanneum die Professur für Beredsamkeit und Dichtkunst hielt. Ab 1617 studierte er Medizin an der Universität Greifswald und ab 1619 in Leiden. 1621/1622 bereiste er die Niederlande und Dänemark und setzte sein Studium im Wintersemester 1622/1623 an der Universität Rostock fort. Im folgenden Sommer 1623 bereiste er Schonen, Halland, Blekinge und Gotland mit dem Kopenhagener Mediziner und späterem Kanzler von Norwegen Jens Bjelke (1580–1659), um ein Herbarium dieser Region Skandinaviens anzulegen. Den Winter verbrachte er in Hamburg und reiste dann 1624 nach Italien. 1626 schuf er in Venedig den botanischen Garten für den venezianischen Senator und späteren Dogen Nicolò Contarini. 1627 wurde Sperling an der Universität Padua zum Doktor der Medizin promoviert. Im Januar 1628 kehrte er nach Hamburg zurück.
Im Frühjahr 1628 wollte Sperling von Rotterdam per Schiff nach London reisen; infolge widrigen Wetters in der Nordsee musste das Schiff jedoch einen Hafen in Norwegen ansteuern. Dieser Schicksalsschlag bewog ihn, sich im damaligen Christiana als Arzt niederzulassen. In Norwegen heiratete er die Arztwitwe Margarethe Andreae, die von ihrem Vater, dem Domherrn Andreas Schwendy in Roskilde, das Gut Jernlös auf der dänischen Hauptinsel Seeland besaß. 1634 zogen die Eheleute Sperling dorthin um und Otto Sperling wurde 1637 zunächst Arzt des Waisenhauses in Kopenhagen, 1638 Hofbotaniker und Inspektor der Königlichen Gärten bei Schloss Rosenborg und schließlich 1641 Stadtphysicus in Kopenhagen mit dem Titel eines Leibarztes von König Christian IV. von Dänemark. 1644 pflegte er den König nach dessen schwerer Verwundung bei der Seeschlacht auf der Kolberger Heide.
Als Arzt begleitete er in seiner Kopenhagener Zeit mehrfach den dänischen Reichshofmeister Corfitz Ulfeldt auf dessen Gesandtschaftsreisen nach England, in die Niederlande und nach Frankreich und ging auf allen diesen Reisen auch seinen botanischen Interessen nach. Nach dem Tod von Christian IV. geriet Ulfeldt in Widerspruch zu dessen Nachfolger Friedrich III. von Dänemark. Infolgedessen wurde auch Otto Sperling verdächtigt, in ein angebliches Komplott Ulfeldts gegen das Leben des Königs verwickelt gewesen zu sein. Er sollte, wie Dina Vinhofvers behauptete, das Gift gemischt haben, mit dem der König ermordet werden sollte. Zwar wurde Dina Vinhofvers 1651 wegen Meineids hingerichtet, doch obwohl damit die Unschuld der Verdächtigten bewiesen war, musste Sperling 1652 Dänemark unter Verlust seiner Ämter verlassen.
Sperling folgte Ulfeldt in die Niederlande und arbeitet zunächst zwei Jahre als Arzt in Amsterdam. Von dort aus begleitete er ihn auch an den Hof in Stockholm, wo er zum Leibarzt von König Karl X. Gustav von Schweden ernannt wurde. Nach dem Tode seiner Frau 1654 kehrte er nach Hamburg zurück, wurde dort in das Collegium medicum aufgenommen und erhielt eine Vikarie am Hamburger Dom, der dem schwedischen König seit dem Westfälischen Frieden in seiner Eigenschaft als Herzog von Bremen-Verden unterstand. Mit Ulfeldt, der inzwischen als schlimmster dänischen Staatsfeind galt, blieb er im Kontakt und vertrat dessen Interessen, während dieser selbst sich im Ausland aufhielt. Den mit Schweden verfeindeten dänischen Behörden blieb Otto Sperling daher verdächtig. Als er im August 1658 auf einer Reise nach Glückstadt kam, wurde er vom dänischen Kommandanten Glückstadts, Ernst Albrecht von Eberstein, als schwedischer Agent ein erstes Mal verhaftet und erst im März 1659 auf Befehl des dänischen Königs wieder freigelassen.
Am 16. April 1664 wurde Sperling durch einen dänischen Offizier aus Hamburg weggelockt, gefesselt und geknebelt und als Gefangener nach Kopenhagen gebracht. Grund waren seine nach wie vor bestehenden Verbindungen zu Corfitz Ulfeld, dessen Sohn Leo in Sperlings Haus aufwuchs. Sperling wurde in Kopenhagen im Blauen Turm inhaftiert. Er wurde der Majestätbeleidung schuldig gefunden und blieb trotz aller diplomatischen Proteste des Hamburger Senats und des schwedischen Königs und obwohl Ulfeldt bereits 1664 auf der Flucht umkam, bis zu seinem Tod 17 Jahre in dänischer Haft. Im Gefängnis korrespondierte er mit Leonora Christina Ulfeldt, Corfitz' Frau, die ebenfalls über Jahrzehnte im Blauen Turm inhaftiert war, und verfasste eine Autobiographie für seine Kinder.
Sein gleichnamiger Sohn Otto Sperling (1634–1715) war Jurist und zuletzt Professor an der kurzzeitig von 1690 bis 1710 bestehenden Ritterakademie in Kopenhagen.

## Schriften
- Hortus christianeus, 1642 (Katalog des Kopenhagener Königlichen Gartens)
- Catalogus plantarum indigenarum, 1662